# اتفاقية الإعانة الغذائية
اتفاقية الإعانة الغذائية هي اتفاقية دولية تخص المساعدات الغذائية. تم الاتفاق عليها في عام 2012 الخامس والعشرين من أبريل بلندن. تهدف هذه الاتفاقية إلى «معالجة احتياجات الطعام والغذاء للدول الأكثر عرضة للخطر». ويتضمن آليات لمشاركة المعلومات وتسجيل الالتزامات الخاصة بالمعونات. أصبحت هذه الاتفاقية سارية منذ الأول من يناير عام 2013.

## خلفية
هذه الاتفاقية هي نسخة معدلة من اتفاقية معونة الغذاء، حيث كانت  في عام 2012 الاتفاقية الوحيدة ذات القوة الإلزامية على المستوى الدولي فيما يخص المعونات الغذائية. على الرغم من ذلك يقتصر تركيز هذه الاتفاقية على أنواع محددة فقط من الأغذية (المعبر عنها بالأطنان المماثلة من القمح)، أما اتفاقية الإعانة الغذائية فتركز على «الغذاء المفيد» في العموم وتدع لأطراف الاتفاقية أمر أداء الالتزام إما بما يكافئ القمح أو على أساس نقدي.

## المفاوضات
جرت المفاوضات في إطار عمل المشاركين الحاضرين في اتفاقية الإعانة الغذائية، إلا أنه قد وُجه لهم النقد بسبب استبعاد الدول المتلقية للمعونة ومنظمات المجتمع المدني.

## التوقيع والدخول في حيز التنفيذ
فُتح باب التوقيع على الاتفاقية في 11 من يونيو حتى 31 من ديسمبر عام 2012  لـ 34 دولة بالإضافة إلى الاتحاد الأوروبي. وبداية من عام 2013، فُتح باب الانضمام لكل الدول و«المناطق الجمركية» التي لم توقع على الاتفاقية. دخلت الاتفاقية في حيز التنفيذ في الأول من يناير 2013، كما عُدلت من قِبَل خمسة موقعين على الأقل في ذلك الوقت. وبحلول شهر ديسمبر من عام 2014، صار كل من أستراليا والنمسا وكندا والدنمارك والاتحاد الأوروبي وفنلندا وفرنسا واليابان وكوريا ولوكسمبرج  وروسيا وسلوفانيا وإسبانيا والسويد وسويسرا والولايات المتحدة أعضاءً في هذه الاتفاقية. أما الدول التي وقعت على الاتفاقية دون التصديق عليها هي بلغاريا وألمانيا والبرتغال.